# Memorial Stadium (Bloomington)
Pour les articles homonymes, voir Memorial Stadium.
Le Memorial Stadium est un stade de football américain situé sur le campus de l'Université d'Indiana à Bloomington en Indiana.
Sa capacité est de 52 626 places.

## Histoire
Depuis 1958, ses locataires sont les Indiana Hoosiers (NCAA).